# Sanocka Biblioteka Cyfrowa
Sanocka Biblioteka Cyfrowa – biblioteka cyfrowa zajmująca się gromadzeniem i udostępnianiem dorobku piśmiennictwa dotyczącego Sanoka i ziemi sanockiej.

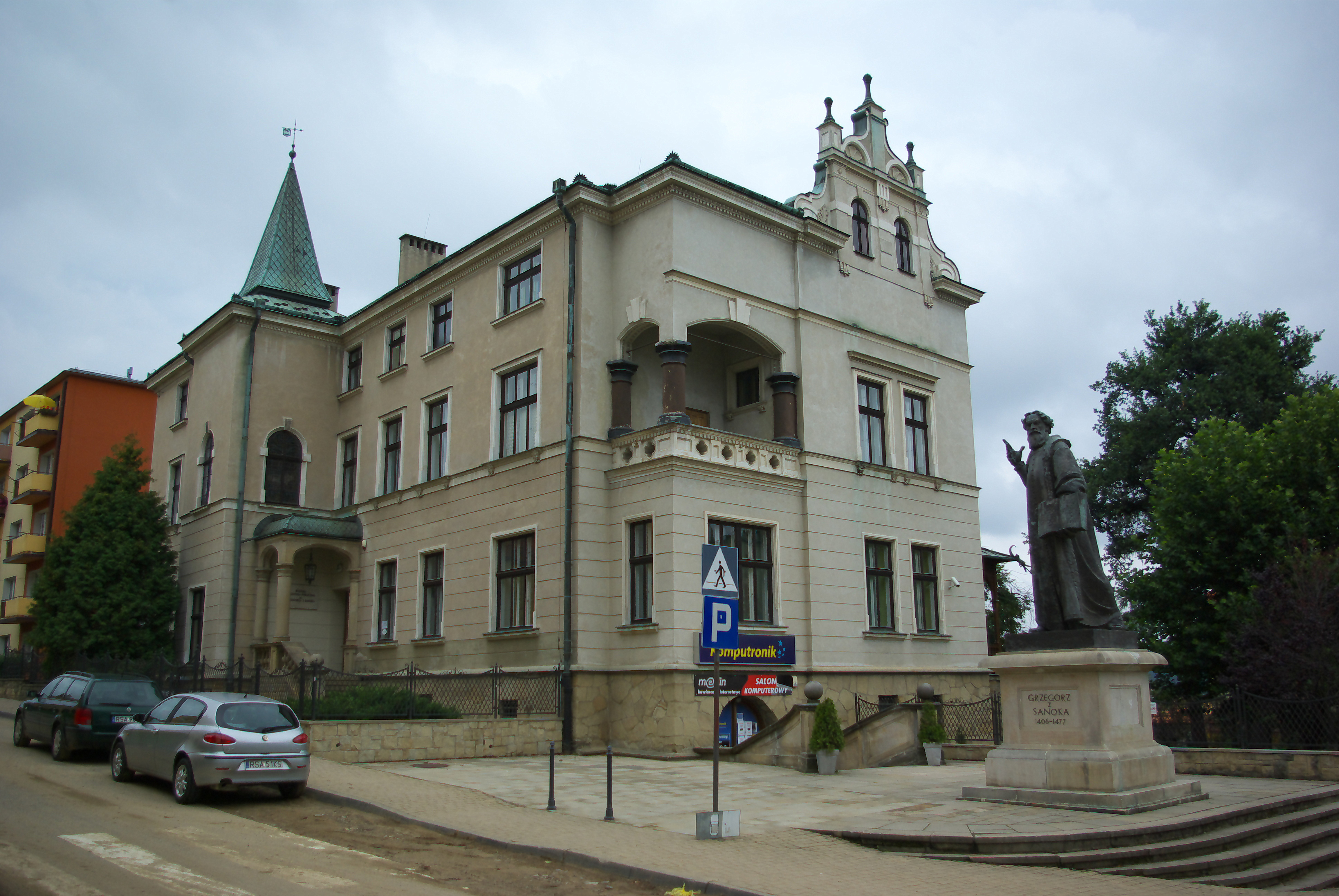
Budynek stanowiący siedzibę Miejskiej Biblioteki Publicznej im. Grzegorza z Sanoka w Sanoku

## Projekt
Sanocka Biblioteka Cyfrowa została powołana w 2008 jako pierwsza na obszarze Podkarpacia w celu ułatwienia dostępu do źródeł (rękopisy, druki, ikonografia) związanych przede wszystkim z miastem Sanokiem, regionem ziemi sanockiej, Łemkowszczyzny oraz Bieszczadów. Wśród zdigitalizowanych i udostępnianych w SBC publikacji są także pozycje pochodzące ze zbiorów znajdujących się na Ukrainie (Centralne Państwowe Archiwum Historyczne Ukrainy we Lwowie oraz Lwowska Biblioteka Naukowa Narodowej Akademii Nauk Ukrainy im. W. Stefanyka we Lwowie).
Sanocka Biblioteka Cyfrowa działa w ramach Federacji Bibliotek Cyfrowych. Zbiory SBC widnieją także w bazie Europeana.

## Kolekcje
Publikacje podzielono na kolekcje:
- Dziedzictwo kulturowe (źródła i publikacje wydane do 1945)[3]
- Regionalia (publikacje dotyczące ziemi sanockiej i Łemkowszczyzny wydane po 1945)[3]

Wśród publikacji zostały udostępnione m.in. czasopisma i periodyki:
- Sprawozdania szkolne Gimnazjum im. Królowej Zofii w Sanoku (1884-1927)[4]
- „Echo z nad Sanu” (1885)
- „Gazeta Sanocka” (1894–1897, 1904–1907)
- Sprawozdania Wydziału Polskiego Towarzystwa Gimnastycznego „Sokół” w Sanoku (1898–1932)
- „Rymanów Zdrój” (1899)
- „Tygodnik Ziemi Sanockiej” (1910)[5]
- „Tygodnik Ludowy” (1911, 1912, 1918, 1919)
- „Dziennik Urzędowy c.k. Starostwa i c.k. Rady szkolnej okręgowej w Sanoku” (1911–1914)
- „Dziennik Urzędowy Powiatu Sanockiego” (1927–1930)
- „Sanoczanin” (1919)
- „Bóg i Ojczyzna” (1919-1920)
- „Gospodarz” (1927)
- „Słowo Podkarpackie” (1932)
- „Litopys Bojkiwszczyny” (1935)
- „Młodzi Mówią” (1935)
- „Rocznik Ziem Górskich” (1939)
- „Nasza Bat’kiwszczyna” (1939)
- „Nasze Zdroje i Letniska” (1939)
- „Głos Sanowagu” (1954–1955)
- „Rocznik Sanocki” (tomy I–VII z lat 1963–1995)
- „Biuletyn Muzeum Budownictwa Ludowego w Sanoku” (1964, 1966)
- „Materiały Muzeum Budownictwa Ludowego w Sanoku” (1966–2008)
- „Gazeta Sanocka – Autosan” (1974–1990)
- „Biuletyn Informacyjny Komitetu Obywatelskiego w Sanoku” (1989–1990)
- „Tygodnik Sanocki” (1991–2021)
- „Acta Pancoviana” (1998–2005)
- „Zeszyty Archiwum Ziemi Sanockiej” (2001–2007)
- „Góra Przemienienia” (2005–2012)

Sanocka Biblioteka Cyfrowa podjęła digitalizację i udostępnianie dzieł oraz twórczości następujących autorów: Tomasz Adamiak, Władysław Bełza, Paweł Biedka, Antoni Borzemski, Wacław Borzemski, Józef Białynia Chołodecki, Andrzej Brygidyn, Iwan Buhera, Władysław Chotkowski, Maryla Czerkawska, Przemysław Dąbkowski, Władysław Dziakiewicz, Klemens Dzieduszycki, Ludwik Ehrlich, Adam Fastnacht, Adam Fischer, Andrzej Maksymilian Fredro, Benedykt Gajewski, Józef Galant, Maria Gerson-Dąbrowska, Jakub Gordon, Adam Gubrynowicz, Wojciech Hejnosz, Joachim Hempel, Aleksander Walerian Jabłonowski, Mieczysław Jamrógiewicz, Zygmunt Jaślar, Piotr Kałwa, Franc Kokowski, Michał Kornella, Józef Ignacy Kraszewski, Władysław Kucharski, Aleksander Kuczera, Seweryn Lehnert, Robert Lipelt, Władysław Lutecki, Bolesław Lutostański, Erazm Łobaczewski, Antoni Malczewski, Tadeusz Mańkowski, Bronisław Markiewicz, Tadeusz Miękisz, Franciszek Oberc, Wincenty Pol, Helena Polaczkówna, January Poźniak, Władysław Pulnarowicz, Roman Reinfuss, Eugeniusz Romer, Jan Rutkowski, Wiktor Schramm, Edmund Słuszkiewicz, Stefan Sochaniewicz, Tadeusz Sulimirski, Władysław Staich, Józef Sulisz, Władysław Sygnarski, Jan Szelc, Jan Szewczuk, Piotr Uruski, Aleksander Tarnawski, Lucjan Tatomir, Seweryn Udziela, Iwan Werchratski, Franciszek Zabłocki, Karol Zaleski, Edward Zając, Adam Zieliński.
(lista opracowana na podstawie oficjalnego spisu)

## Uczestnicy projektu
Uczestnikami projektu Sanockiej Biblioteki Cyfrowej zostały podmioty:
- Miejska Biblioteka Publiczna im. Grzegorza z Sanoka w Sanoku – koordynator prac związanych z tworzeniem i opracowaniem SBC
- Centralne Państwowe Archiwum Historyczne Ukrainy we Lwowie
- Lwowska Biblioteka Naukowa Narodowej Akademii Nauk Ukrainy im. W. Stefanyka we Lwowie
- Muzeum Budownictwa Ludowego w Sanoku
- Muzeum Historyczne w Sanoku

## Twórcy
- Kolegium Programowe[8]:
  - Leszek Puchała (dyrektor Miejskiej Biblioteki Publicznej im. Grzegorza z Sanoka w Sanoku) – przewodniczący
  - dr hab. Robert Lipelt (Państwowa Wyższa Szkoła Zawodowa im. Jana Grodka w Sanoku)
  - Hubert Ossadnik (Muzeum Budownictwa Ludowego w Sanoku)
  - Andrzej Romaniak (Muzeum Historyczne w Sanoku)
  - dr Piotr Uruski (Miejska Biblioteka Publiczna im. Grzegorza z Sanoka w Sanoku)
- Redakcja[9]:
  - Damian Józefek - administrator i redaktor Sanockiej Biblioteki Cyfrowej od 2021 roku